# Kleinjena
Kleinjena is een plaats in de Duitse gemeente Naumburg (Saale), deelstaat Saksen-Anhalt, en telt 274 inwoners (januari 2020). Kleinjena ligt ongeveer 3 km ten noorden van de hoofdplaats Naumburg, evenals het 1½ kilometer verder zuidelijk gelegen Roßbach, aan de Bundesstraße 180. Großjena ligt ongeveer één kilometer ten noordoosten van Kleinjena aan de oostoever van de Saale. Großwilsdorf ligt 2 (hemelsbreed 1½) kilometer ten westen van Kleinjena.
De vier tot de gemeente Naumburg behorende stadsdelen Kleinjena, Großjena (met in januari 2000 465 inwoners), Großwilsdorf (met in januari 2000 130 inwoners) en Roßbach (met in januari 2000 248 inwoners), hebben één gemeenschappelijke stadsdeelraad.
Nabij Kleinjena en Roßbach mondt de Unstrut uit in de rivier de Saale.
Eén van de spoorlijnen, die de gemeente Naumburg (Saale) aandoen, is 55 km lang, en loopt overwegend noordwaarts langs de Unstrut. De stoptreinen op dit lijntje rijden vanuit Naumburg (Saale) Hauptbahnhof via haltes in Roßbach en Kleinjena, resp. 1½ en 3 km noordwaarts, langs o.a. Bebra naar Artern.

## Bezienswaardigheden
Zuidelijk en oostelijk van Großjena wordt het dal van de Saale gekenmerkt door opvallende, hier en daar kunstzinnig bewerkte rotsformaties van zandsteen, afgewisseld met wijngaarden. Dit bezienswaardige gebied leent zich voor fiets- of wandeltochten. Dit hele gebied is toeristisch ontwikkeld, en er zijn talrijke horecagelegenheden.
Eén kilometer ten zuiden van Großjena ligt in dit dal het fraai gelegen voormalige huis, met atelier en wijngaard, van de in 1920 overleden kunstenaar Max Klinger. Hier bevindt zich ook een aan hem gewijd museum en zijn met enkele beeldhouwwerken gesierde graf.
Aan de zuidoever van de Saale, niet ver van Großjena, ligt de kleine recreatieplas Blütengrund, omgeven door fraaie tuinen. De meeste gebouwen hieromheen zijn als volkshogeschool in gebruik.
Ten noorden en westen van de dorpen Kleinjena en Großwilsdorf, grotendeels in de aangrenzende gemeente Freyburg, ligt het ruim 800 hectare grote natuurreservaat Tote Täler. Het gebied bestaat grotendeels uit kalkrijke schraalgraslanden. Het is een van de aan orchideeën rijkste gebieden van geheel Duitsland; er komen ook enige zeer zeldzame soorten orchideeën voor. Ter plaatse is een wandelroute uitgezet, en men kan ook excursies onder leiding van een gids boeken.

## Afbeeldingen

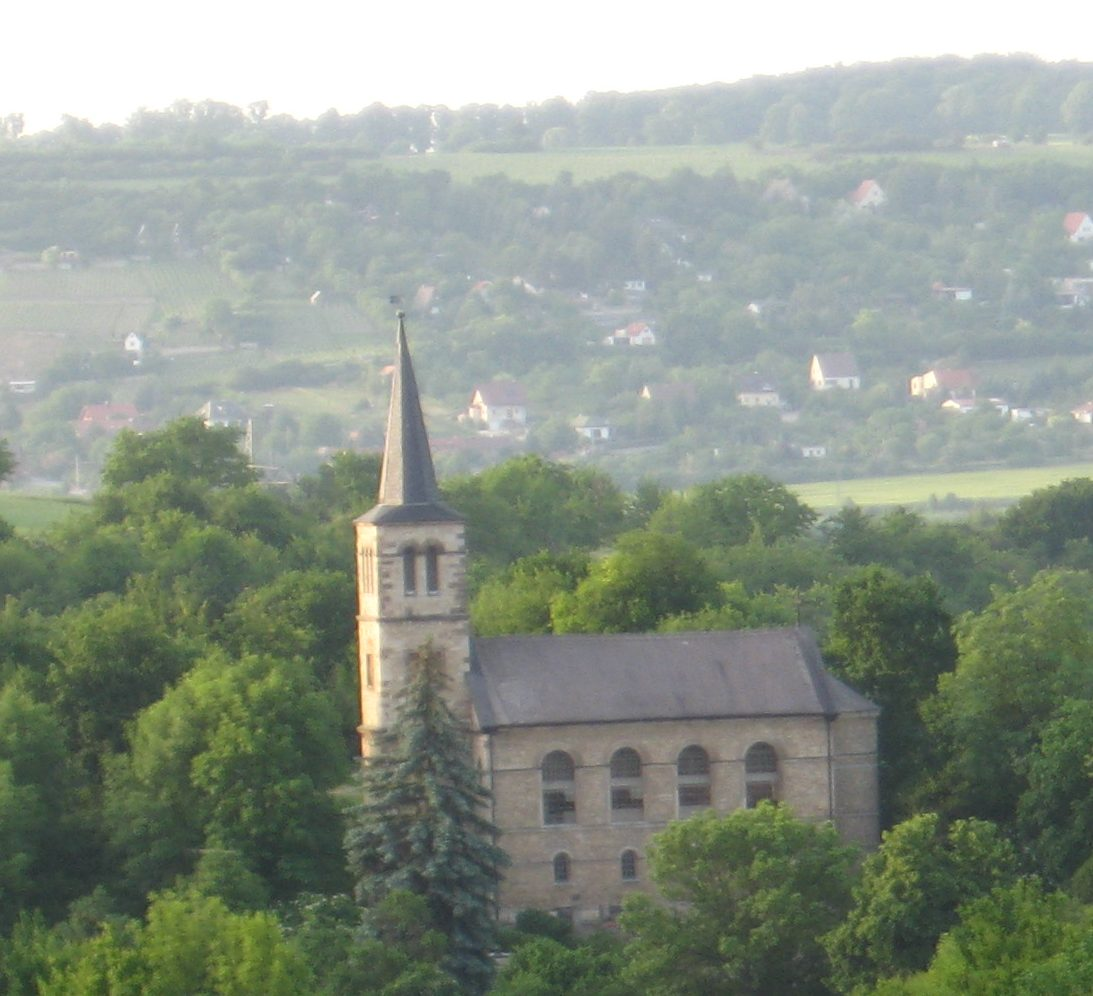
Kerk van Kleinjena (1839)
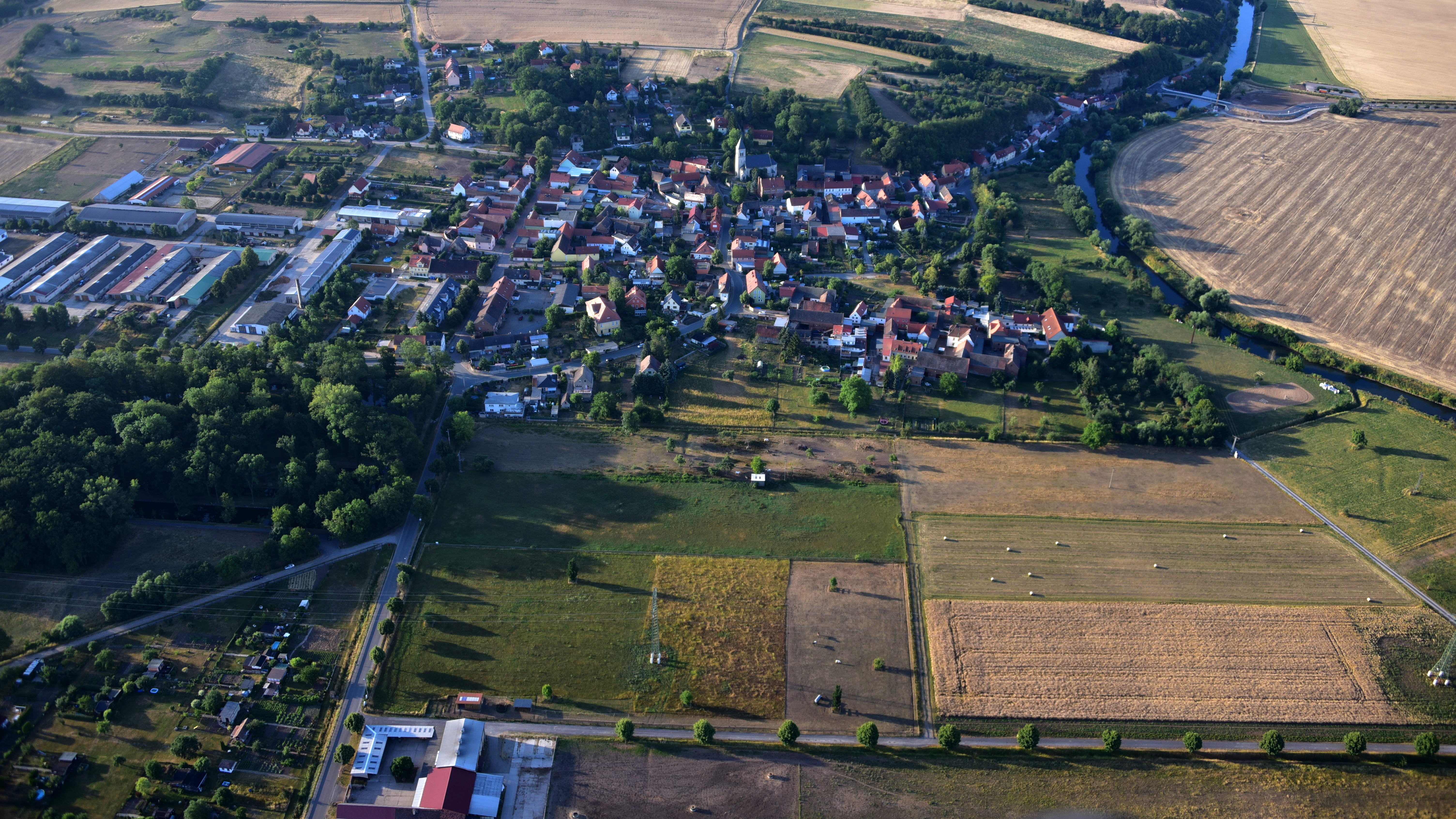
Luchtfoto (2018) van Großjena
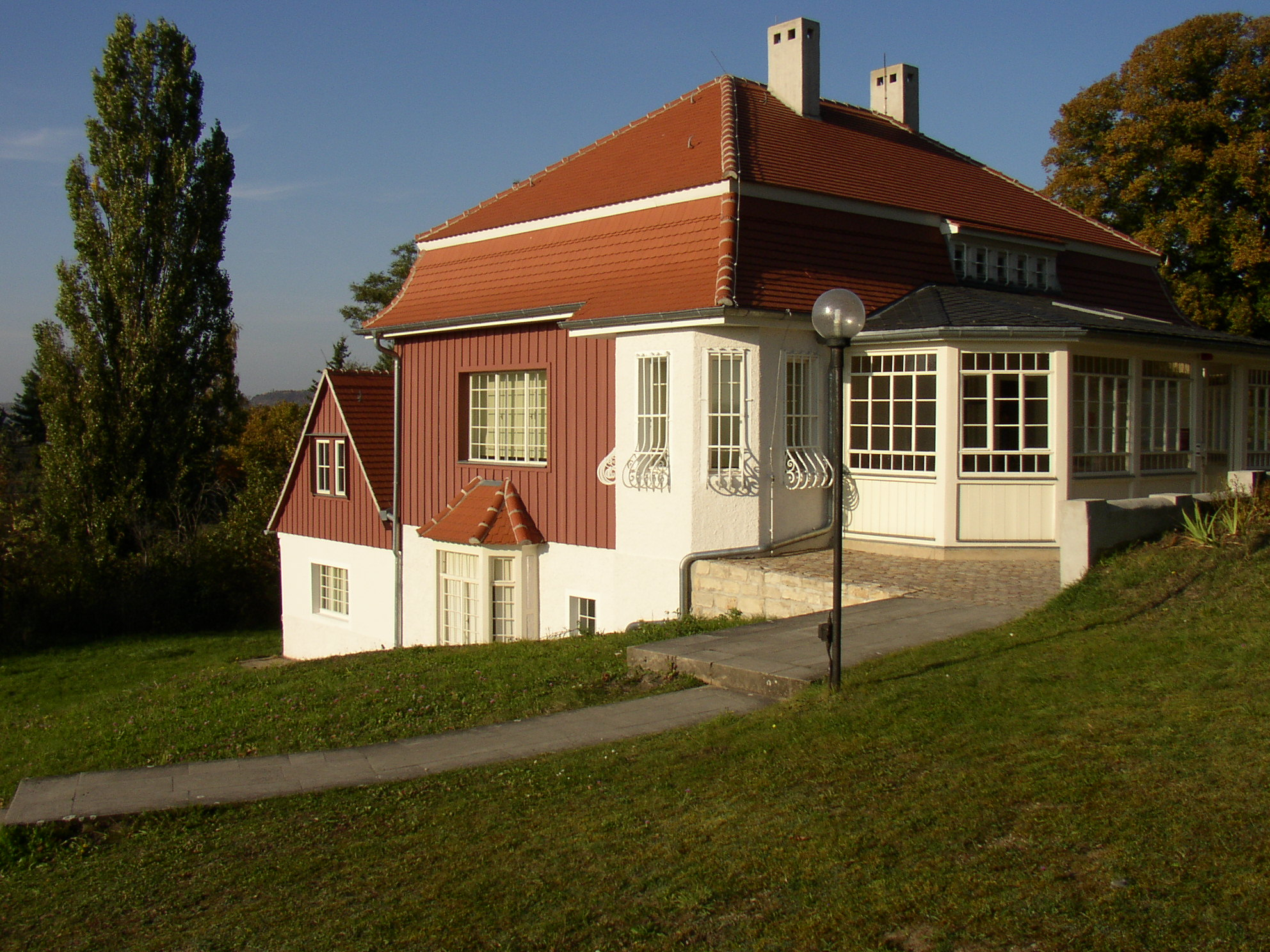
Huis en atelier van Max Klinger, Großjena (1)
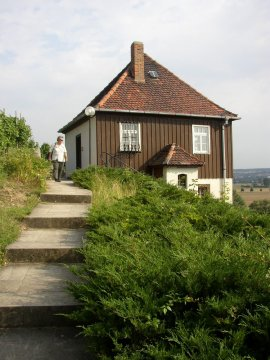
Huis en atelier van Max Klinger, Großjena (2)
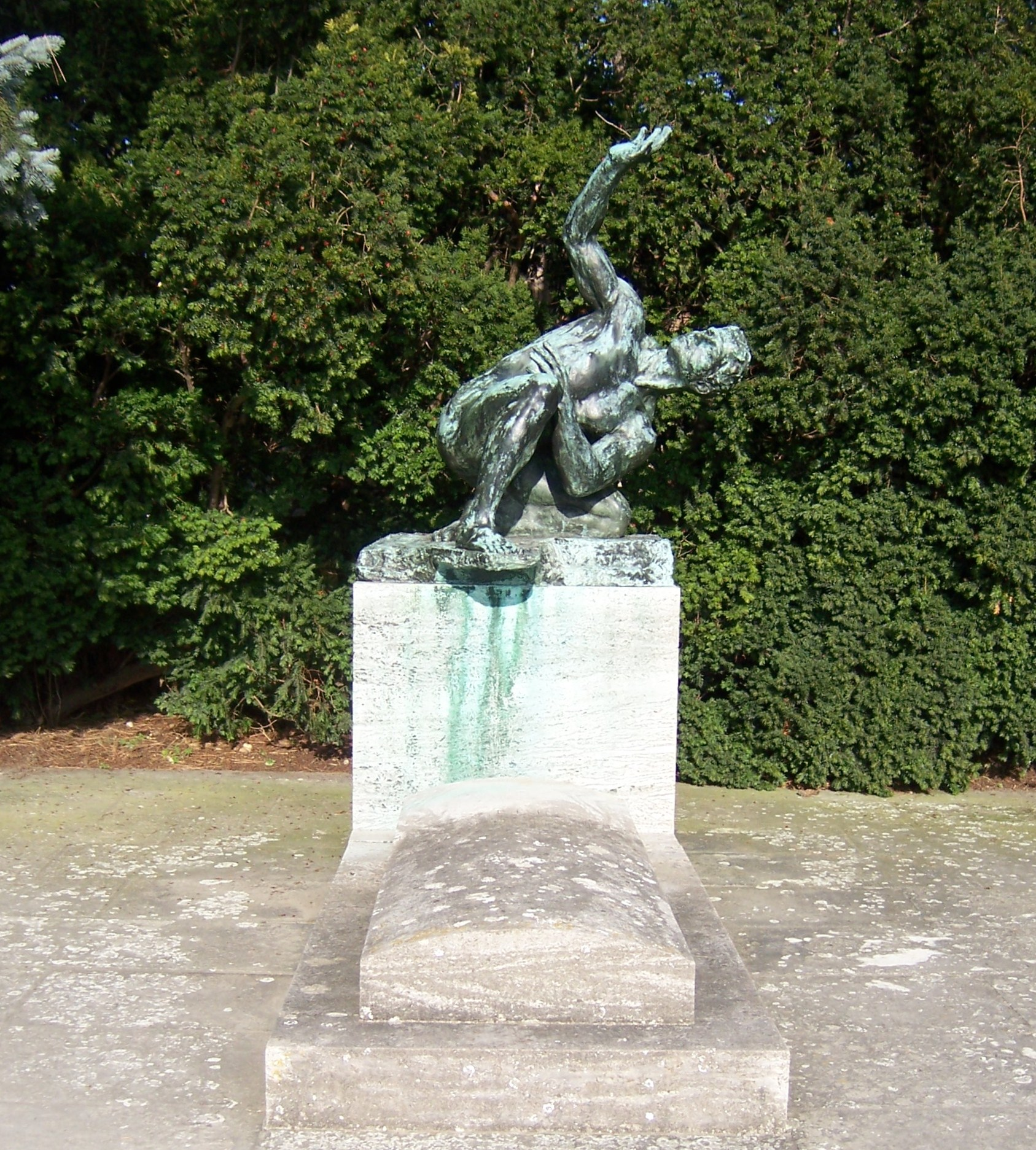
Grafmonument Max Klinger te Großjena, met standbeeld van zijn hand Atleet
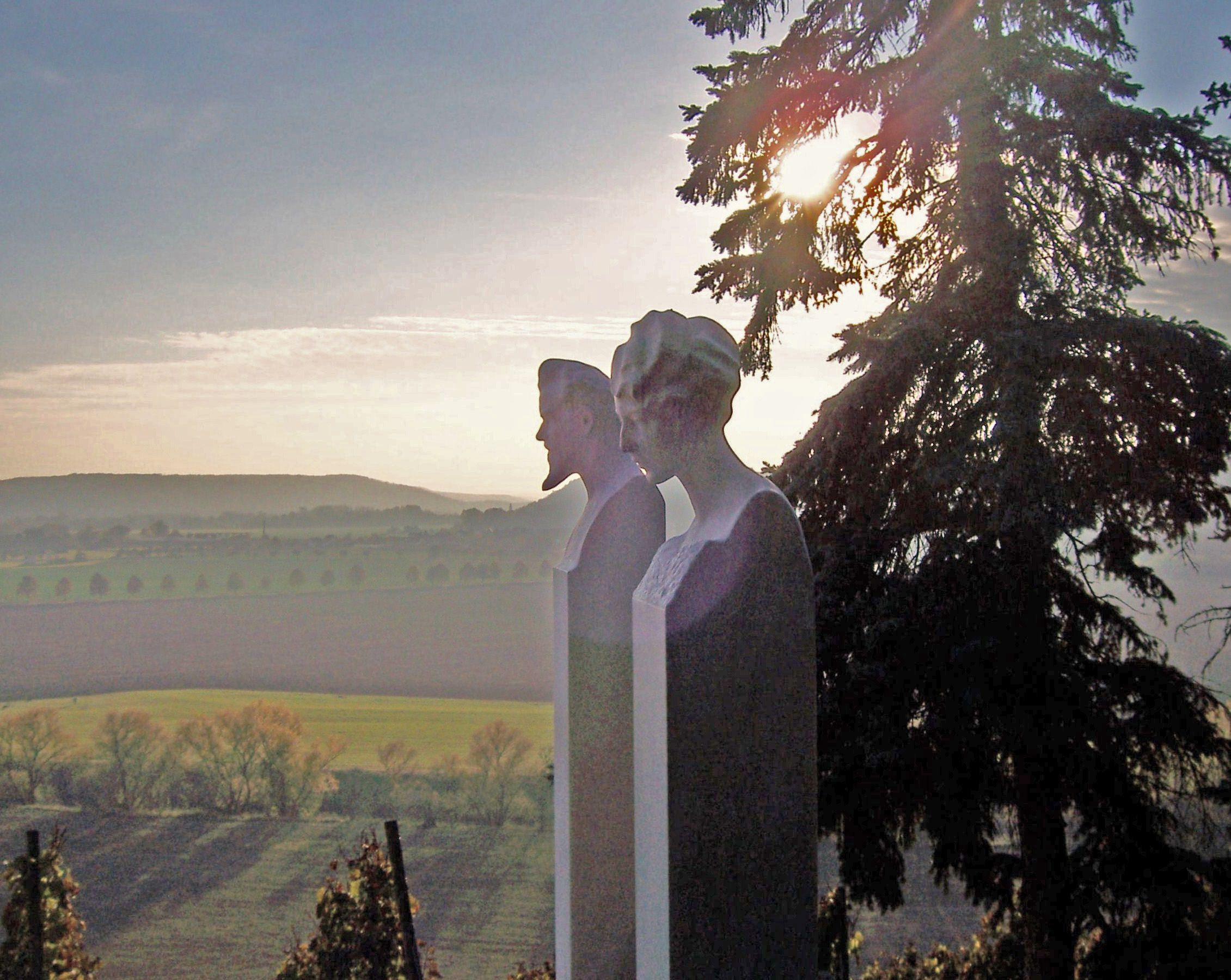
Ibidem, hermen van Max Klinger en zijn vrouw Gertrud
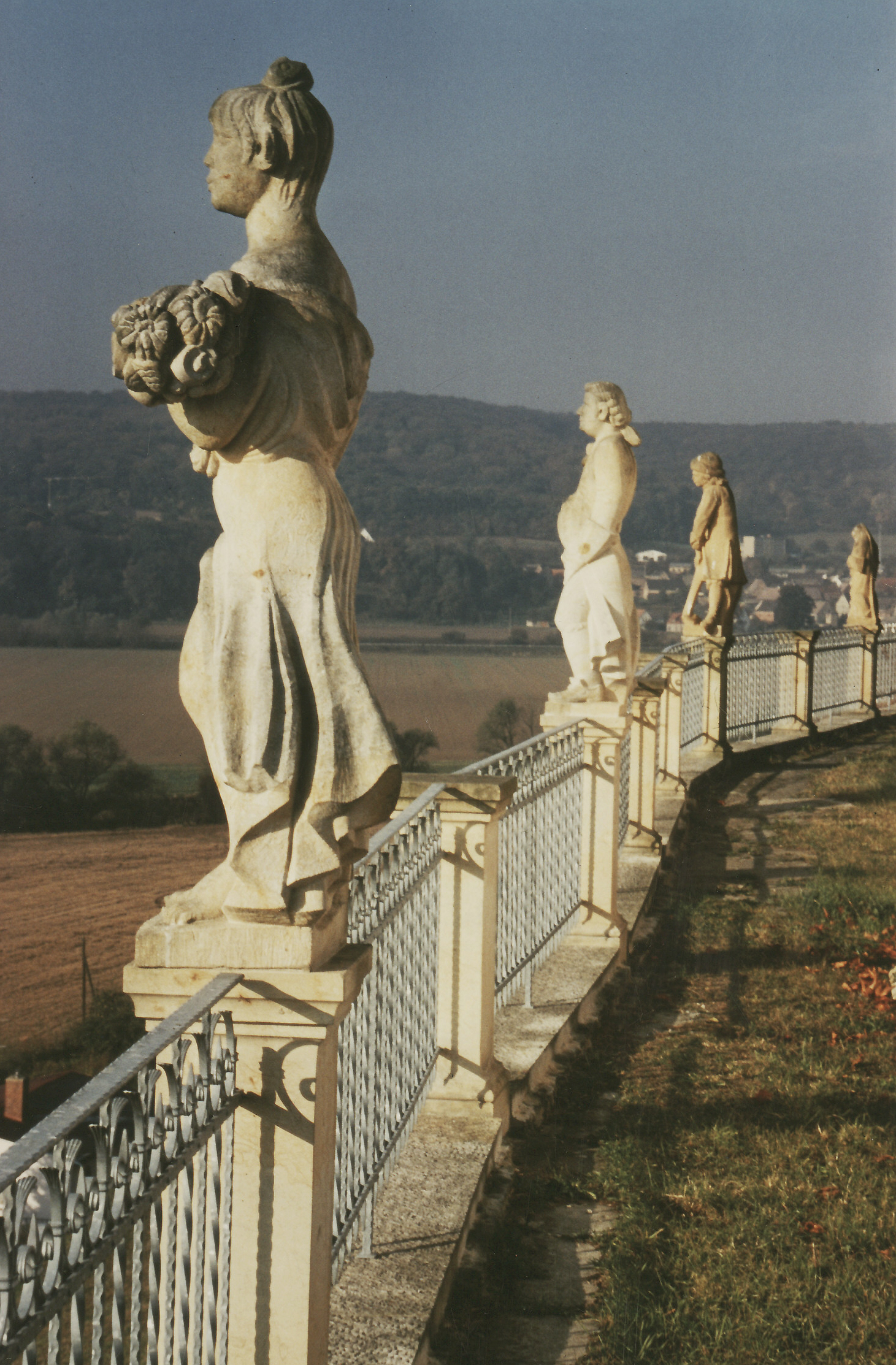
Balustrade Steinernes Album (1722)
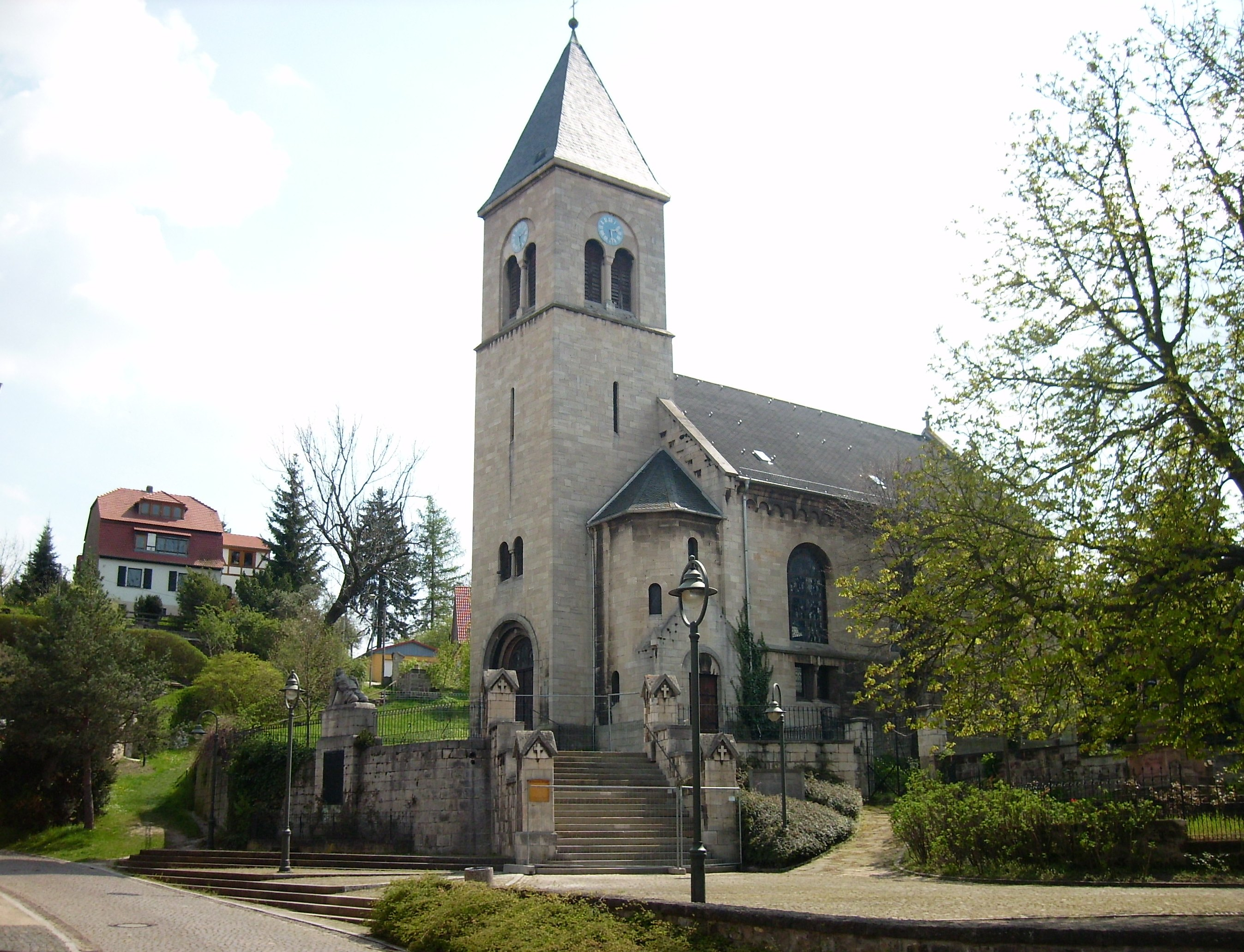
Dorpskerk, Großjena
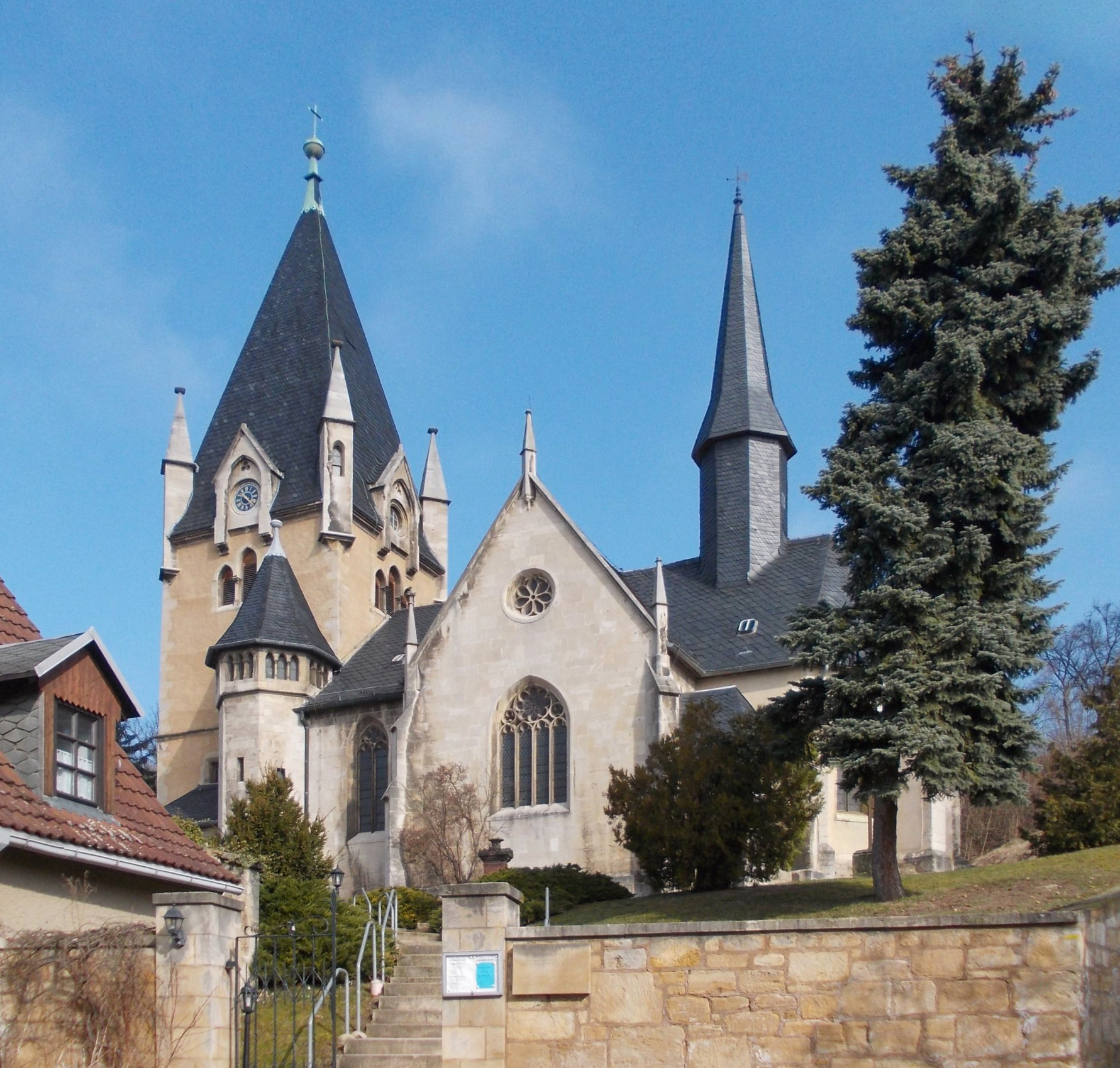
R.K. St.Elisabethkerk, Roßbach (1898)
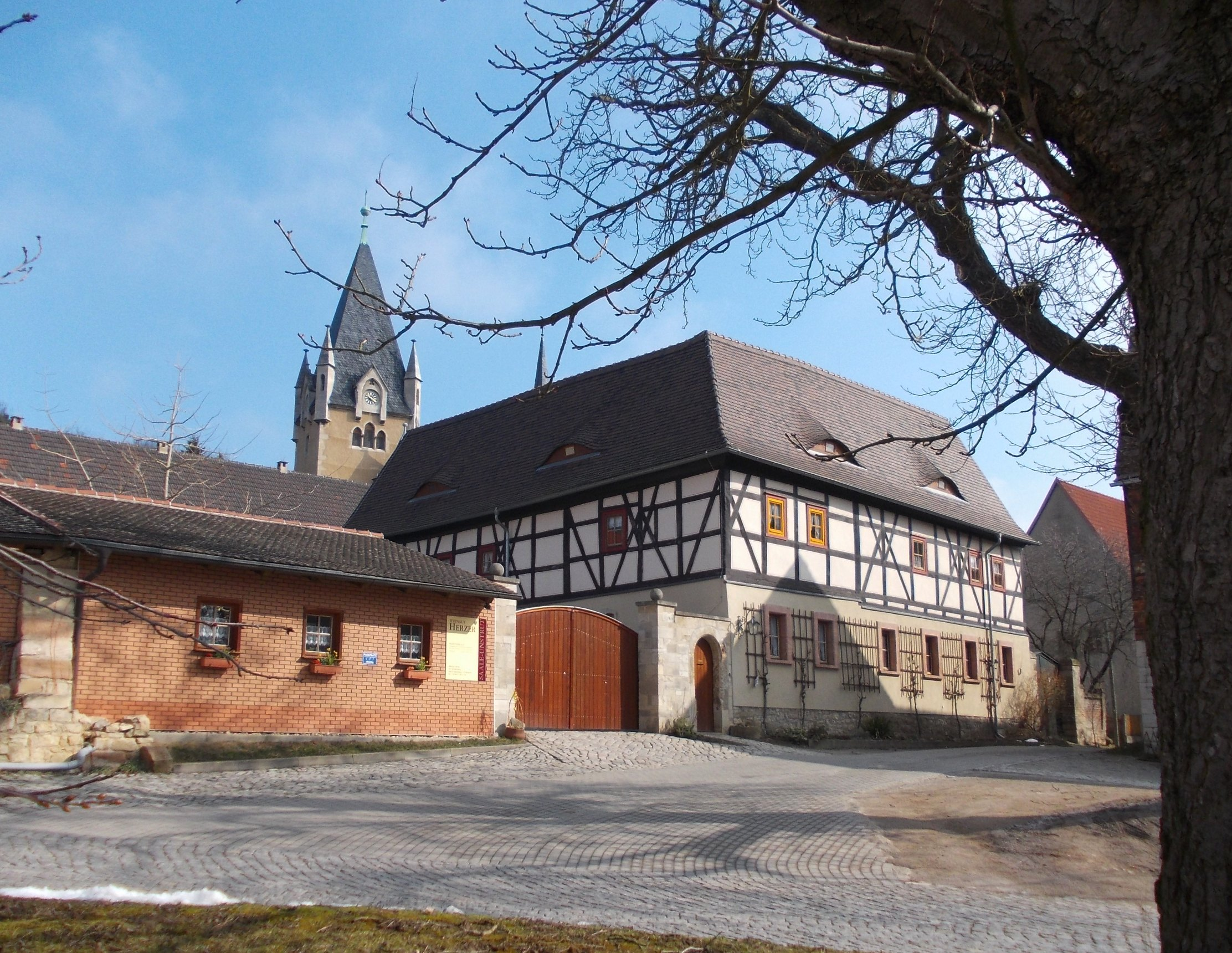
Weingut Herzer, Roßbach
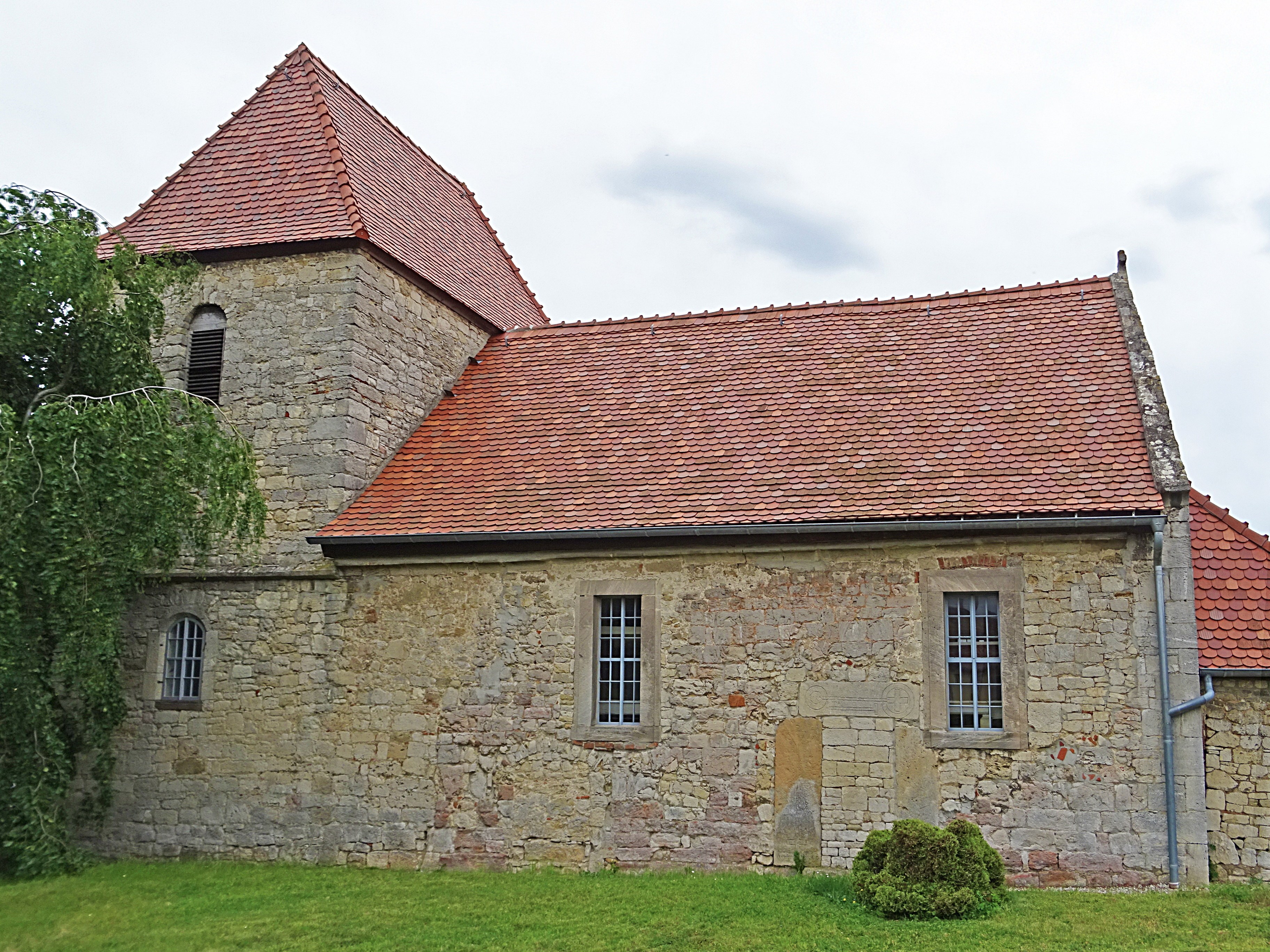
Evang.-luthers kerkje te Großwilsdorf (derde kwart 17e eeuw)

## Bekende personen
Johann Friedrich Röhr (* 30 juli 1777 in Roßbach; † 15 juni 1848 in Weimar) was een belangrijk, rationalistisch theoloog binnen de evangelisch-lutherse kerk. Hij behoorde tot de kennissenkring van Johann Wolfgang von Goethe en hield in 1832 in Weimar de grafrede bij diens begrafenis.